# Henry Hubbard
För andra betydelser, se Henry Hubbard (olika betydelser).
Henry Hubbard, född 3 maj 1784 i Charlestown, New Hampshire, död 5 juni 1857 i Charlestown, New Hampshire, var en amerikansk politiker (demokrat). Han representerade delstaten New Hampshire i båda kamrarna av USA:s kongress, först i representanthuset 1829-1835 och sedan i senaten 1835-1841. Han var guvernör i New Hampshire 1842-1844.
Hubbard utexaminerades 1803 från Dartmouth College. Han studerade sedan juridik i Portsmouth och inledde sin karriär som advokat i Charlestown.
Hubbard blev invald i representanthuset i kongressvalet 1828. Han omvaldes 1830 och 1832. Han efterträdde 1835 Samuel Bell som senator för New Hampshire. Han efterträddes 1841 av Levi Woodbury.
Hubbard efterträdde 1842 John Page som guvernör. Han efterträddes 1844 av John Hardy Steele.
Hubbard var unitarier. Han gravsattes på Forest Hill Cemetery i Charlestown.